# Paracentrobia andoi
Paracentrobia andoi är en stekelart som först beskrevs av Ishii 1938.  Paracentrobia andoi ingår i släktet Paracentrobia och familjen hårstrimsteklar. Inga underarter finns listade i Catalogue of Life.